# Munna neglecta
Munna neglecta là một loài chân đều trong họ Munnidae. Loài này được Monod miêu tả khoa học năm 1931.